# Стріха Віктор Федорович
Віктор Федорович Стріха (* 6 листопада 1973; Хоцьки, Київська область) — український історик і статистик футболу.

## Біографія
Мешкає в місті Черкаси. Освіта — вища, інженер лісового господарства.
З 1985 року займається історією та статистикою українського футболу. Український історик і статистик футболу. Його статті друкували в «Українському футболі» (2009—2010 роках). Учасник проектів Юрія Ландера «Футбол — історія та статистика»: «Клубні кубки Європи», «100 років європейському футболу», «Футбол в Україні»(щорічники).

Співпрацює з багатьма відомими істориками та статистиками футболу. Основний напрямок в статистичній діяльності — виступи українських футболістів за кордоном, українська діаспора, футбол Черкащини.
Одружений. Має двох дітей.

## Авторські праці
- «Футбол Черкасской области». Черкаси. 2007 рік. ISBN 978-966-2980-61-5 (рос.)
- «Футбольно-хокейний альманах. Україна та сусідні держави 1863—1954». Черкаси. 2013 рік (укр.).
- «Футбольные легионеры Украины». Черкаси. 2015 рік (рос.);
- «Летопись футбола и других командных видов спорта в Украине 1887-1944». Черкаси. 2017 рік (рос.);
- «Летопись футбола и других командных видов спорта Черкасщины 1913-1991». Черкаси. 2018 рік (рос.).
- «Антологія українського футболу. Том 1. 1921-92» (Чемпіонати УСРР 1921-35, збірна УРСР 1924-79, чемпіонат СРСР серед дублерів), Черкаси. 2020 рік (укр.).
- «Антологія українського футболу. Том 2. 1921-92» (Українські команди в єврокубках 1965-92), Черкаси. 2020 рік (укр.).
- «Антологія українського футболу. Том 3. 1921-92» (Кубок УРСР 1936-38, 44-48, 72-76, 90-91, українські легіонери до 1955, міжреспубліканські та міжнародні матчі 1921-35), Черкаси. 2021 рік (укр.).
- «Антологія українського футболу. Том 4. 1901-92» (Футбол Буковини 1907-44, кубок СРСР 1936-54, 71-75, футбол Закарпаття 1901-46, Спартакіада УРСР 1945, ДСТ «Спартак» 1924-84, Кубок ДСТ «Авангард» 1976-89), Черкаси. 2021 рік (укр.).
- «Антологія українського футболу. Том 5. 1903-92» (Футбол заходу України 1903-39, кубок СРСР 1976-91, 1-а ліга 1970-91, ДСТ Динамо, міжнародні товариські матчі клубів 1936-91, доповнення антологій), Черкаси. 2024 рік (укр.), формат PDF.

## Довідники
- «Украинский футбол: Западная Украина, диаспора, легионеры» Черкаси. 2004 рік (рос.);
- «Легионеры стран бывшего СССР» Черкаси. 2004 рік (рос.);
- «Легіонери України» Кіровоград. 1997 рік (укр.).